# Nikita Pliuto
Nikita Pliuto (* 23. August 2000 in Aurich) ist ein belarussisch-deutscher Handballspieler, welcher aktuell beim Zweitligisten HSG Konstanz unter Vertrag steht.

## Karriere
Pliuto begann seine Profi-Karriere beim Drittligisten OHV Aurich. Ab Anfang 2023 stand Pliuto beim Erstligisten HSG Wetzlar bis zum Ende der Saison 2022/23 unter Vertrag. Ab dem Sommer 2023 stand Pliuto beim Drittligisten TuS Ferndorf unter Vertrag und war weiterhin per Förderlizenz für die HSG Wetzlar spielberechtigt. Im Sommer 2024 wechselte er zur HSG Konstanz.